# Vasikkasaari (ö i Finland, Lappland, Tornedalen, lat 66,77, long 23,99)
Vasikkasaari är en ö i Finland. Den ligger i sjön Pellojärvi och i kommunen Pello i den ekonomiska regionen  Tornedalens ekonomiska region  och landskapet Lappland, i den norra delen av landet, 700 km norr om huvudstaden Helsingfors. Öns area är 10,1 hektar och dess största längd är 0,6 kilometer i nord-sydlig riktning.